# Büblisz

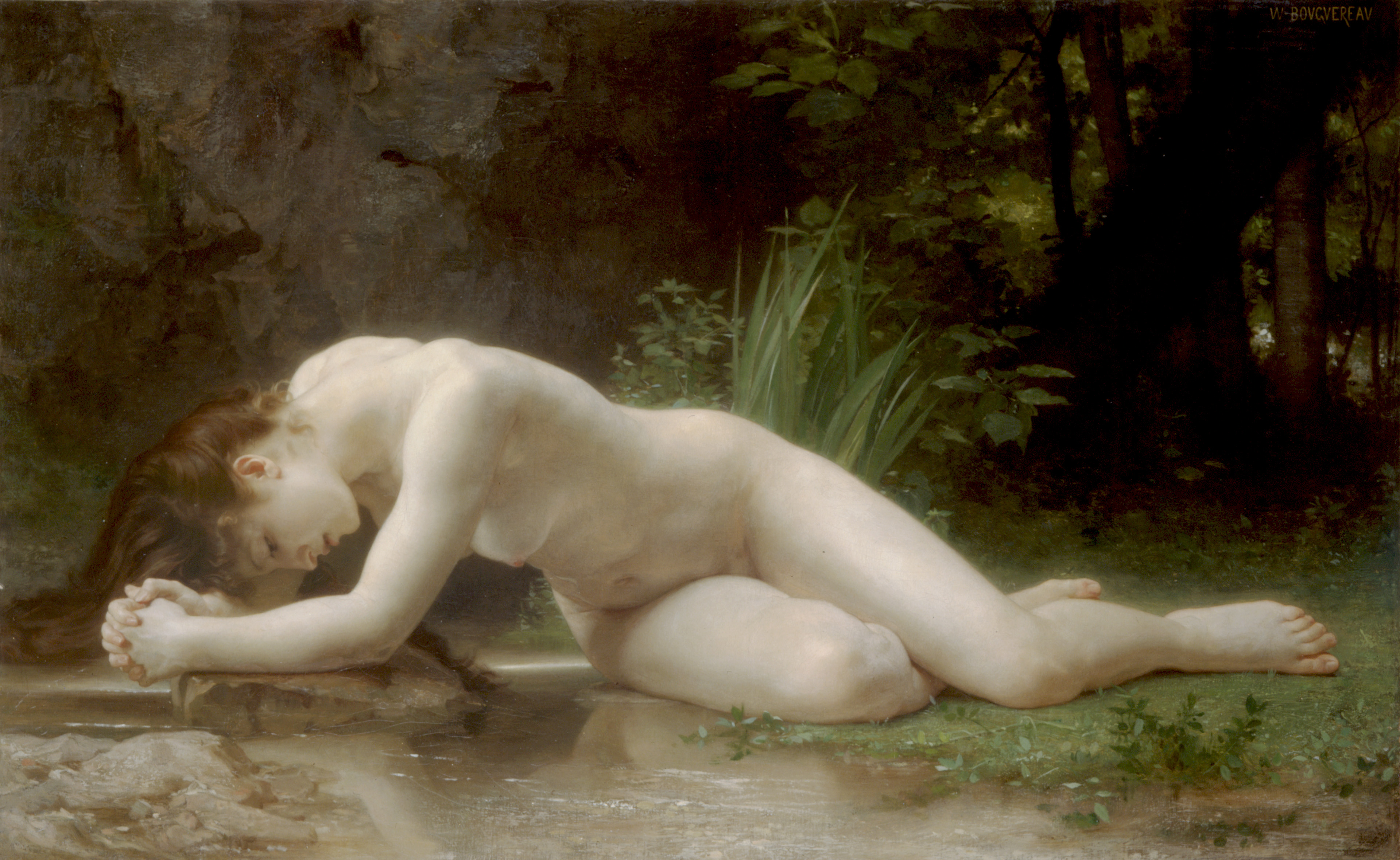
Büblisz William-Adolphe Bouguereau 1884-ben készített festményén

Büblisz, görög mitológiai alak. Káriából származott, Milétosz és Küané leánya volt. Halálosan szerelmes lett ikertestvérébe, Kaunoszba. Hosszas vívódás után szerelmet vallott neki, erre Kaunosz felháborodottan és kétségbeesetten elmenekült otthonról, és távoli földön alapított új várost. Büblisz beleőrült a vágyakozásba, fivére nyomát keresve országról országra vándorolt, mígnem a lelegek földjén forrássá vált, amelyből mind a mai napig omlanak könnyei.
A mítoszt legszebben Ovidius írta meg Átváltozások című művében.